# Liga I 2011-12
La Liga I 2011-12 fue la 94.ª edición de la Liga I, la máxima división del fútbol rumano. La temporada comenzó el 22 de julio de 2011 y finalizará el 19 de mayo de 2012. El Oţelul Galaţi es el campeón que defiende título.
Desde que Rumania cayó del octavo al decimocuarto lugar en el ranking del coeficiente UEFA al final de la temporada 2010-11, la liga ha perdido un puesto de acceso a la ronda previa de la UEFA Europa League. Además, los campeones no entran directamente en la fase de grupos de la Liga de Campeones de la UEFA como en la temporada anterior, sino que comienzan en la tercera ronda de clasificación.

## Sistema de competición
Los 18 equipos participantes juegan entre sí todos contra todos dos veces totalizando 34 partidos cada uno. Al término de la jornada 34, el primer y segundo clasificado obtuvieron un cupo para la Tercera ronda de la Liga de Campeones 2012-13, el tercero obtuvo un cupo para la Tercera ronda de la Liga Europa de la UEFA 2012-13, mientras que el cuarto obtuvo un cupo para la segunda ronda. Por otro lado, los cuatro últimos clasificados descendieron a la Liga II 2012-13.
Un tercer cupo para la Ronda de play-off de la Liga Europa de la UEFA 2012-13 fue asignado al campeón de la Copa de Rumania.

## Equipos participantes
La liga comprende dieciocho equipos, catorce equipos de la temporada 2010-11 y los cuatro equiposascendidos de la Liga II 2010-11. Sin embargo, la composición exacta de la liga se vio afectada aún más por las controversias de concesión de licencias, como se muestra más abajo.
Cuatro equipos de la temporada 2010-11 fueron descendidos a sus respectivos grupos de la Liga II 2011-12: Universitatea Craiova, Unirea Urziceni, Victoria Brăneşti y Sportul Studenţesc. El Unirea Urziceni descendió sólo dos temporadas después de que ganase la Liga I 2008-09, convirtiéndose en el descenso más rápido de un ex campeón. Además, tras su descenso, el equipo se disolvió. Por su parte, el Universitatea Craiova perdió la categoría por segunda vez en la historia del club, poniendo fin a un periodo de cinco años en la máxima competición de fútbol de Rumania. Después del descenso, el equipo fue excluido temporalmente por la FRF de todas las competiciones internas. El Victoria y el Sportul se suponía que debían descender a Liga II, pero se mantuvieron en la Liga I después del descenso del Politehnica Timișoara y Gloria Bistrita por los problemas de las licencias.
Los equipos que ascendieron desde la Liga II 2010–11 fueron los campeones de la Seria I Ceahlaul Piatra Neamt y los campeones de la Seria II Petrolul Ploiesti y el subcampeón de la Seria I Concordia Chiajna. El Ceahlaul volvía a la primera división un año después, el Petrolul después de siete años, mientras que Concordia ascendió por primera vez en la Liga I. Al subcampeón de la Seria II Bihor Oradea se le negó la licencia de Liga I y el CS Mioveni, el tercer clasificado, ascendió en su lugar.

### Estadios
| Club                  | Ciudad       | Estadio                              | Capacidad |
| --------------------- | ------------ | ------------------------------------ | --------- |
| Astra Ploiești        | Ploieşti     | Stadionul Astra                      | 10.000    |
| Braşov                | Braşov       | Stadionul Silviu Ploeşteanu          | 8.800     |
| Ceahlăul Piatra Neamţ | Piatra Neamţ | Stadionul Ceahlăul                   | 18.000    |
| CFR Cluj              | Cluj-Napoca  | Stadionul Dr. Constantin Rădulescu   | 23.500    |
| Concordia Chiajna     | Chiajna      | Stadionul Concordia                  | 5.000     |
| Dinamo Bucureşti      | Bucarest     | Stadionul Dinamo                     | 15.300    |
| Gaz Metan Mediaş      | Mediaş       | Stadionul Municipal Gaz Metan        | 8.500     |
| CS Mioveni            | Mioveni      | Stadionul Dacia                      | 10.000    |
| Oţelul Galaţi         | Galaţi       | Stadionul Oţelul                     | 13.932    |
| Pandurii Târgu Jiu    | Târgu Jiu    | Stadionul Tudor Vladimirescu         | 9.200     |
| Petrolul Ploieşti     | Ploieşti     | Stadionul Ilie Oană                  | 15.500    |
| Rapid Bucureşti       | Bucarest     | Stadionul Giuleşti-Valentin Stănescu | 19.100    |
| Sportul Studenţesc    | Bucarest     | Stadionul Regie                      | 10.020    |
| Steaua Bucureşti      | Bucarest     | -(ver más abajo)                     |           |
| FCM Târgu Mureş       | Târgu Mureş  | Stadionul Trans-Sil                  | 8.000     |
| Universitatea Cluj    | Cluj-Napoca  | Cluj Arena                           | 30.201    |
| Vaslui                | Vaslui       | Stadionul Municipal (Vaslui)         | 15.000    |
| Voinţa Sibiu          | Sibiu        | Stadionul Municipal (Sibiu)          | 14.000    |

### Información de equipos
Nota: Las banderas indican el equipo nacional como ha sido definido en las reglas de elegibilidad de la FIFA. Los jugadores pueden tener más de una nacionalidad no FIFA.
| Club                  | Entrenador           | Capitán             | Fabricante deportivo | Patrocinador             |
| --------------------- | -------------------- | ------------------- | -------------------- | ------------------------ |
| Astra Ploiești        | Toni Conceição       | Lucian Goian        | Adidas               | InterAgro                |
| Braşov                | Marius Şumudică      | Marian Cristescu    | Puma                 | Roman                    |
| Ceahlăul Piatra Neamţ | Costel Enache        | Alexandru Forminte  | Garman               | Giga TV                  |
| CFR Cluj              | Jorge Costa          | Cadú                | Joma                 | EnergoBit                |
| Concordia Chiajna     | Laurențiu Reghecampf | Petre Marin         | Joma                 | —                        |
| Dinamo Bucureşti      | Liviu Ciobotariu     | Ionel Dănciulescu   | Nike                 | Orange                   |
| Gaz Metan Mediaş      | Cristian Pustai      | Cristian Todea      | Joma                 | RomGaz                   |
| Mioveni               | Marian Pană          | Mihai Olteanu       | Adidas               | Consiliul Local Mioveni  |
| Oţelul Galaţi         | Dorinel Munteanu     | Sergiu Costin       | Masita               | ArcelorMittal            |
| Pandurii Târgu Jiu    | Petre Grigoraş       | Mihai Pintilii      | Umbro                | USMO                     |
| Petrolul Ploieşti     | Valeriu Răchită      | Florentin Dumitru   | Adidas               | Consiliul Local Ploieşti |
| Rapid Bucureşti       | Răzvan Lucescu       | Marcos António      | Puma                 | Arsis                    |
| Sportul Studenţesc    | Daniel Isăilă        | Costin Curelea      | Puma                 | Omniasig                 |
| Steaua Bucureşti      | Ilie Stan            | Alexandru Bourceanu | Nike                 | —                        |
| Târgu Mureş           | Marius Lăcătuș       | Robert Ilyeş        | Joma                 | Primăria Târgu Mureş     |
| Universitatea Cluj    | Ionuţ Badea          | Gabriel Boştină     | Nike                 | Romprest                 |
| Vaslui                | Augusto Inácio       | Gabriel Cânu        | Adidas               | —                        |
| Voinţa Sibiu          | Alexandru Pelici     | Nicolae Grigore     | Joma                 | Primăria Sibiu           |

## Acontecimientos de la temporada

### Problema de las licencias
El inicio de la temporada 2011-12 se vio afectado por las controversias de licencias múltiples de los clubes FC Timisoara, Gloria Bistrita y Bihor Oradea.
El 30 de mayo de 2011, la Federación Rumana de Fútbol negó las licencias a cuatro equipos de la Liga I 2010-11: el Timisoara, el Gloria Bistrita, el Universitatea Craiova y el Victoria Brăneşti, mientras que un quinto equipo, el Unirea Urziceni, no solicitó la licencia. De estos cinco equipos, el Timisoara y el Gloria Bistrita no habrían perdido la categoría por méritos deportivos, en todo caso, para la temporada 2011-12. La decisión final por parte del Comité Ejecutivo de la FRF en la materia, en particular sobre la cuestión de qué clubes se incorporarán a la liga, estaba prevista para el 2 de junio de 2011, pero finalmente se aplazó al 20 de junio de 2011. Como consecuencia directa de la denegación de la licencia, al Politehnica Timisoara no se le permitió participar en la Liga de Campeones de la UEFA 2011-12.
El 6 de junio de 2011, la FRF anunció que el Bihor Oradea, subcampeón de la Liga II 2010-11 en la Seria II y, por lo tanto, ascendido a Liga I, que no cumplía los requisitos para la licencia de Liga I.
El 11 de junio de 2011, un comunicado de la FRF declaró que el Comité Ejecutivo no tenía el poder de cambiar las decisiones de la Comisión sobre las licencias. Sin embargo, el 20 de junio, el Comité Ejecutivo de la FRF decidió que para los próximos tres años las licencias no intervendrían en materia de promoción para la Liga I. Por tanto, el Politehnica Timisoara, Gloria Bistrita y Bihor Oradea podría jugar en la temporada 2011-12 en la Liga I. La decisión fue revertida en ese mismo día, después de una intervención del presidente de la FRF, Mircea Sandu. La única posibilidad para los tres equipos para jugar en la próxima temporada en Liga I sería una decisión favorable del Tribunal de Arbitraje Deportivo en la apelación.
El 22 de junio de 2011, la FRF anunció que el Sportul Studenţesc conservaba su lugar en Liga I y Mioveni ascendía en lugar del Bihor Oradea. La FRF decidió también que se disputaría una ronda de play-off entre el Sageata Năvodari y el Voinţa Sibiu por el último lugar que quedaba libre en la Liga I. El 2 de julio, en Năvodari, el primer partido de los play-off fue un empate sin goles. Voinţa Sibiu ascendió por primera vez en la historia a la Liga I, después de una victoria por 2-0 en el segundo partido del play-off en Sibiu.
El 8 de julio, el Tribunal de Arbitraje para el Deporte anunció que los recursos del Politehnica, Gloria y Bihor se escucharía de manera acelerada con el fin de tomar una decisión antes del comienzo de la temporada. El 18 de julio, anunció que los recursos del TAS fueron desestimados. Las decisiones impugnadas adoptadas por las autoridades competentes de Rumanía y la UEFA fueron confirmadas en su totalidad.

### Cierre de estadios
Dos de los equipos con más seguidores del fútbol rumano, el Steaua y el Rapid, comenzaron la temporada sin poder disputar sus partidos como local en sus tradicionales estadios, Ghencea y Giulesti.
El Ministerio de Defensa Nacional, propietario de Ghencea, denunció el contrato con el Steaua por deudas pendientes de pago. Se espera que sea firmado un nuevo acuerdo. Mientras tanto y debido a que Ghencea fue suspendido para las dos primeras jornadas, debido a los incidentes en la final de Copa de Rumania 2010-11 y la Supercopa de Rumania 2011, el Steaua jugó los dos primeros partidos en casa en Constanţa y Ploieşti. Otros muchos estadios fueron considerados por el propietario del Steaua, George Becali, para disputar los partidos durante la sanción: el nuevo Estadio Nacional, el estadio del CFR Cluj, Buzău y el estadio Astra. Los propietarios de Ghencea invitaron al Steaua a volver a Ghencea, pero solo después de haber pagado las deudas (alrededor de 560.000 euros). Sin embargo, el Steaua tuvo que disputar más partidos en los estadios de Astra, Buzău y en el Arena Națională. George Becali declaró a principios de noviembre que el equipo permanecerá en el Arena Națională hasta el final de 2011.
El Rapid, por su parte, disputó el primer partido de la liga en el estadio Regie, ya que fueron suspendidos por los incidentes creados por los aficionados durante el último partido de la Liga I 2010-11. Debido a las deudas del CS Rapid București con los propietarios de Giulesti, el Ministerio de Transporte, el club aún no podía disponer de su estadio tradicional. El CS Rapid București accedió a firmar un nuevo contrato si una parte de las deudas se pagaban antes del próximo partido de la cuarta jornada contra el Concordia Chiajna. El partido se disputó finalmente en el Stadionul Nicolae Dobrin de Piteşti. Antes de la sexta jornada, el presidente del Rapid, Dinu Gheorghe, anunció que todavía no había un acuerdo y por lo tanto el partido contra el FC Braşov se jugaría en el Regie. El 12 de septiembre, se firmó un acuerdo provisional entre las dos partes, lo que significaba que el Rapid volvía a su estadio tradicional al menos para los dos siguientes partidos. El 11 de octubre de 2011, se firmó el contrato para toda la temporada.

## Clasificación
| Pos. | Equipo                | Pts. | PJ | G  | E  | P  | GF | GC | Dif. | Clasificación y descenso 2012–13      |
| ---- | --------------------- | ---- | -- | -- | -- | -- | -- | -- | ---- | ------------------------------------- |
| 1    | CFR Cluj (C)          | 71   | 34 | 21 | 8  | 5  | 63 | 31 | +32  | Tercera ronda de la Liga de Campeones |
| 2    | Vaslui                | 70   | 34 | 22 | 4  | 8  | 58 | 29 | +29  | Tercera ronda de la Liga de Campeones |
| 3    | Steaua Bucureşti      | 66   | 34 | 19 | 9  | 6  | 47 | 26 | +21  | Tercera ronda de la Liga Europa       |
| 4    | Rapid Bucureşti       | 64   | 34 | 18 | 10 | 6  | 54 | 29 | +25  | Segunda ronda de la Liga Europa       |
| 5    | Dinamo Bucureşti      | 62   | 34 | 18 | 8  | 8  | 57 | 32 | +25  | Ronda de play-off de la Liga Europa   |
| 6    | Oţelul Galaţi         | 52   | 34 | 15 | 7  | 12 | 34 | 29 | +5   |                                       |
| 7    | Pandurii Târgu Jiu    | 47   | 34 | 12 | 11 | 11 | 47 | 40 | +7   |                                       |
| 8    | Universitatea Cluj    | 47   | 34 | 11 | 14 | 9  | 46 | 37 | +9   |                                       |
| 9    | Concordia Chiajna     | 45   | 34 | 13 | 6  | 15 | 42 | 52 | −10  |                                       |
| 10   | Braşov                | 45   | 34 | 13 | 6  | 15 | 39 | 34 | +5   |                                       |
| 11   | Ceahlăul Piatra Neamţ | 42   | 34 | 11 | 9  | 14 | 36 | 46 | −10  |                                       |
| 12   | Astra Ploiești        | 41   | 34 | 11 | 8  | 15 | 36 | 43 | −7   |                                       |
| 13   | Gaz Metan Mediaş      | 41   | 34 | 11 | 8  | 15 | 39 | 54 | −15  |                                       |
| 14   | Petrolul Ploieşti     | 39   | 34 | 10 | 9  | 15 | 42 | 45 | −3   |                                       |
| 15   | Târgu Mureş           | 35   | 34 | 8  | 11 | 15 | 34 | 47 | −13  | Descenso a Liga II 2012-13            |
| 16   | Voinţa Sibiu          | 32   | 34 | 8  | 8  | 18 | 24 | 45 | −21  | Descenso a Liga II 2012-13            |
| 17   | Sportul Studenţesc    | 30   | 34 | 6  | 12 | 16 | 33 | 55 | −22  | Descenso a Liga II 2012-13            |
| 18   | Mioveni               | 12   | 34 | 2  | 6  | 26 | 20 | 77 | −57  | Descenso a Liga II 2012-13            |

Actualizado a los partidos jugados el 21 de mayo de 2012.
 Fuente: FRF, Soccerway
Notas:
1. ↑  Tras ganar la Copa de Rumania, el Dinamo Bucureşti obtuvo un cupo para la ronda de play-off ronda de la Liga Europea 2012-13.

## Goleadores
Actualizado a final de liga el 21 de mayo de 2012
| Pos. | Jugador            | Club                  | Goles |
| ---- | ------------------ | --------------------- | ----- |
| 1    | Wesley             | FC Vaslui             | 27    |
| 2    | Marius Niculae     | Dinamo București      | 19    |
| 3    | Ionel Dănciulescu  | Dinamo București      | 13    |
| 3    | Raul Rusescu       | Steaua București      | 13    |
| 3    | Ovidiu Herea       | Rapid București       | 13    |
| 6    | Pantelis Kapetanos | CFR Cluj              | 12    |
| 6    | Hamza Younés       | Petrolul Ploiești     | 12    |
| 8    | Daniel Oprița      | Petrolul Ploiești     | 11    |
| 9    | Kehinde Fatai      | Astra Ploiești        | 10    |
| 9    | Modou Sougou       | CFR Cluj              | 10    |
| 9    | Bojan Golubović    | Ceahlăul Piatra Neamț | 10    |

Fuente: Liga1.ro (en rumano)